# Hot Bird 13F
Hotbird 13F ist ein kommerzieller Kommunikationssatellit des in Frankreich ansässigen Satellitenbetreibers Eutelsat.

## Technische Daten
Im August 2018 beauftragte Eutelsat den Raumfahrtkonzern Airbus Defence and Space mit dem Bau zwei neuer geostationärer Kommunikationssatelliten. Airbus baute Hotbird 13F und Hotbird 13G auf Basis ihres Eurostar-Neo-Satellitenbusses. Mit seiner Ku-Band-Transponder-Nutzlast soll Hotbird 13F über 160 Millionen Haushalte in Europa, Nordafrika und dem Mittleren Osten mit Satellitenfernsehen versorgen können. Der Satellit besitzt eine geplante Lebensdauer von 15 Jahren und wird durch zwei Solarmodule und Batterien mit Strom versorgt. Des Weiteren ist er dreiachsenstabilisiert und wiegt ca. 4,5 Tonnen. Sein Antrieb besteht ausschließlich aus elektrischen Triebwerken.

## Missionsverlauf
Der Start des Satelliten erfolgte am 8. Oktober 2022 auf einer Falcon-9-Trägerrakete von der Cape Canaveral Space Force Station in einen geostationären Transferorbit. 36 Minuten nach dem Start trennte sich Hotbird 13F von der Raketenoberstufe und nach etwa drei Stunden konnten die Eutelsat-Bodenstationen den Kontakt herstellen. Im März 2023 erreichte er seine vorläufige geostationäre Position bei 0,5° Ost und nahm am 4. April 2023 den Testbetrieb auf. Drei Monate später wurde er auf seine finale Position 13° Ost verschoben. Dort löste er zusammen mit seinem Schwestersatelliten Hotbird 13G die vorherige Hotbird-Generation ab, welche aus Hotbird 13B, Hotbird 13C und Hotbird 13E bestand.